# Gladiolus italicus
Il gladiolo dei campi (Gladiolus italicus Mill., 1768) è una pianta erbacea della famiglia delle Iridacee, diffusa nel bacino del Mediterraneo.
In Italia si può trovare principalmente al Centro e al Sud. Cresce nei campi coltivati, oliveti e terreni erbosi, pendii rocciosi, fino a 700 m, dove fiorisce da aprile a maggio. Una volta molto comune, oggi è sempre più raro trovarlo in grandi quantità poiché le lavorazioni profonde del terreno e l'utilizzo di diserbanti ne limitano la diffusione.

## Etimologia
Il nome Gladiolus deriva dal latino e sta a significare piccola spada ed è abbastanza intuitivo il riferimento alla forma delle foglie: anche il nome popolare più diffuso è proprio spadacciola.
L'epiteto specifico italicus indica la zona di maggior distribuzione.

## Descrizione
Pianta erbacea perenne, può raggiungere anche altezze di 70–100 cm. Ha delle foglie strette e lanceolate, con nervature rilevate e parallele. Le infiorescenze sono poste a zig zag lungo lo stelo. I fiori sono grandi, rosa porpora intenso con venature più chiare. Sono riuniti a spiga terminale di 6-10 fiori alla sommità di un robusto stelo. I frutti sono delle capsule che contengono semi privi di ali. Gladiolus italicus può essere confuso con Gladiolus communis, che differisce per avere semi alati e fiori disposti su di un solo lato dell'infiorescenza.
Periodo di fioritura: aprile - maggio

## Distribuzione e habitat
La specie è diffusa nelle isole della Macaronesia e dal bacino del Mediterraneo sino all'Asia centrale.

## Galleria d'immagini

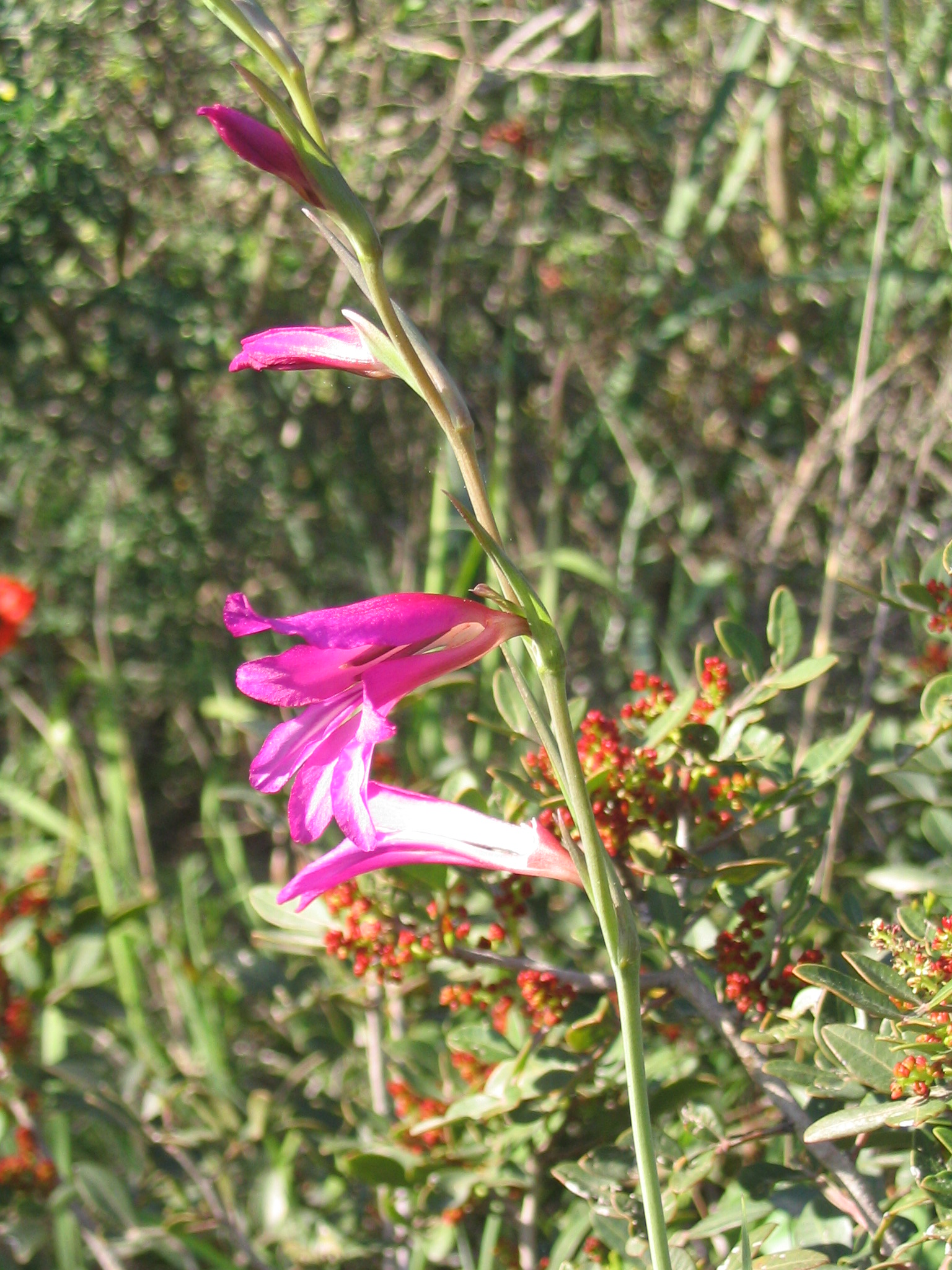
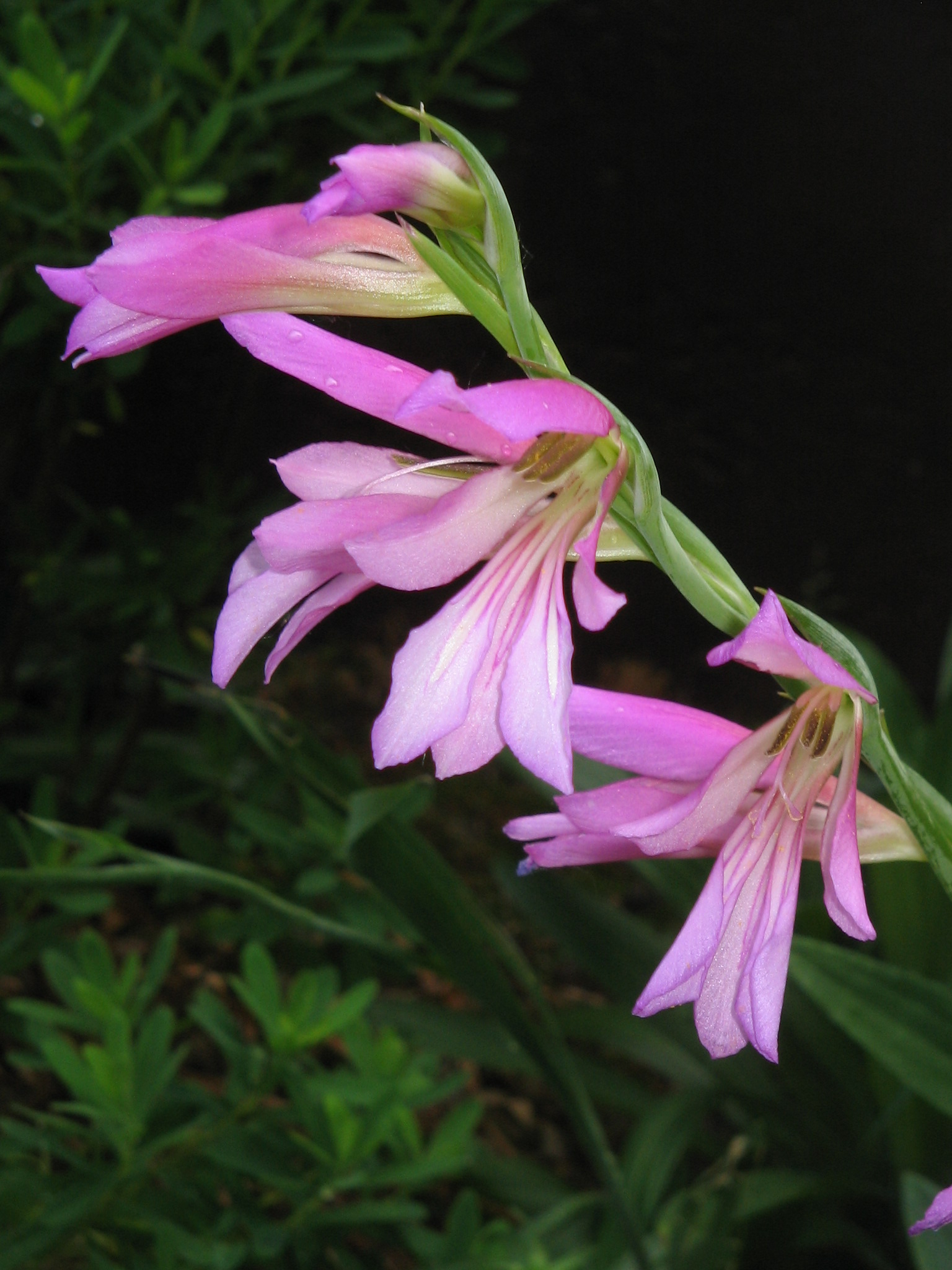
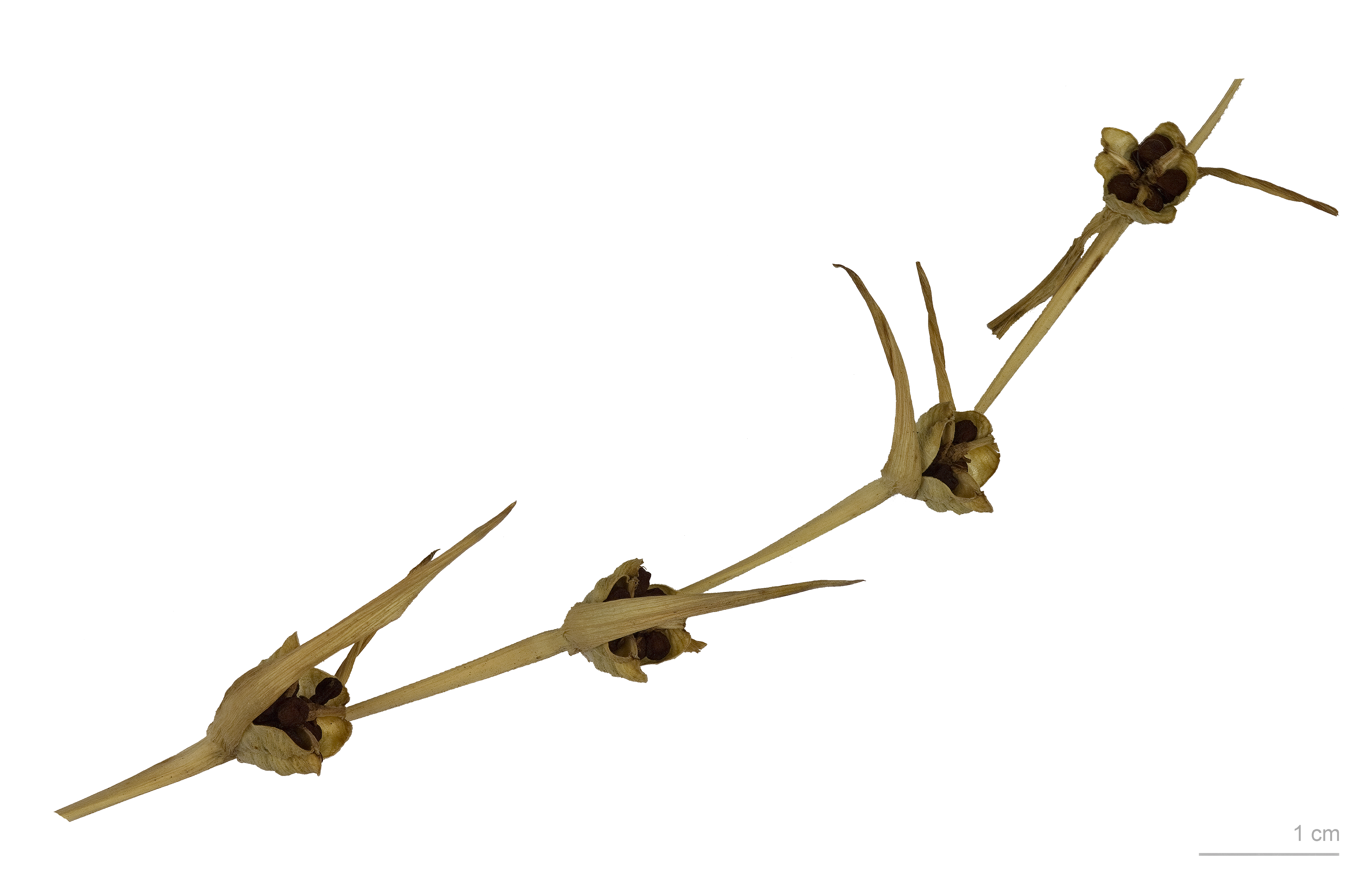
Gladiolus italicus - Museum specimen
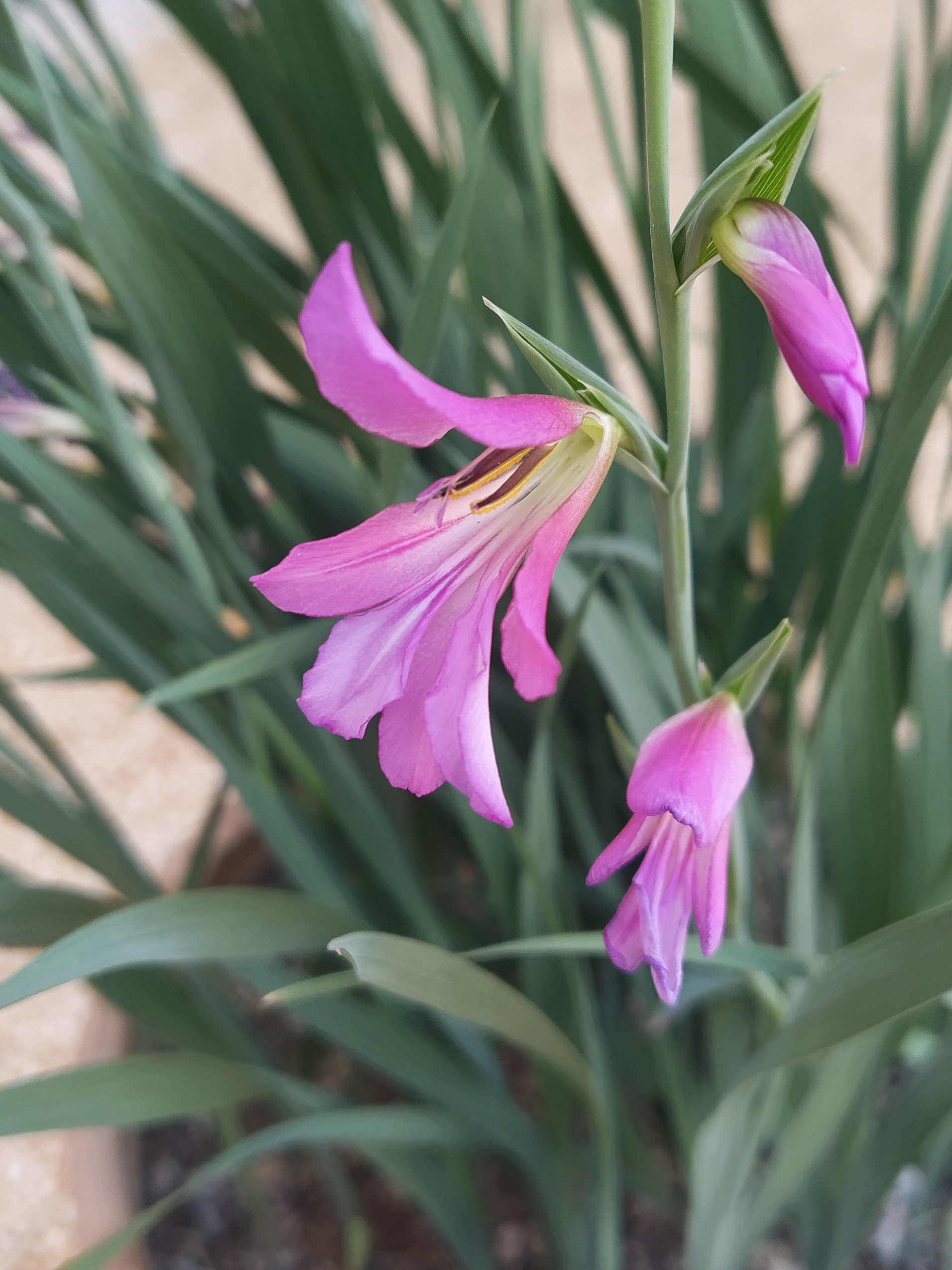
Gladiolus Italicus, Behbahan
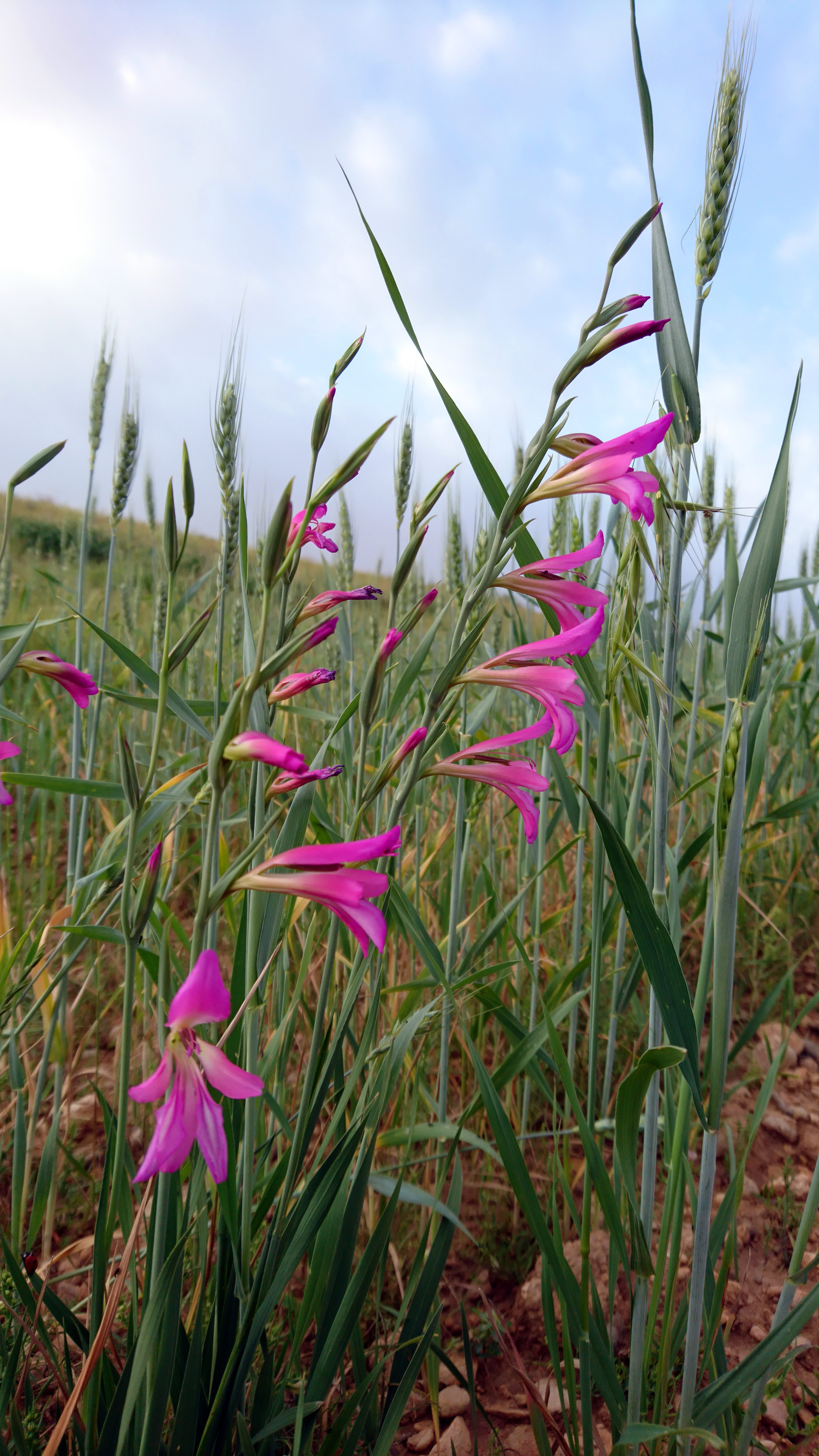
Gladiolus Italicus, Behbahan